# Telluride
Telluride és una població dels Estats Units, seu del comtat de San Miguel, a l'estat de Colorado. Segons el cens del 2000 tenia 2.221 habitants.

## Demografia
Segons el cens del 2000, Telluride tenia 2.221 habitants, 1.013 habitatges, i 357 famílies. La densitat de població era de 1.207,8 habitants per km².
Dels 1.013 habitatges en un 19,1% hi vivien nens de menys de 18 anys, en un 25,2% hi vivien parelles casades, en un 6,1% dones solteres, i en un 64,7% no eren unitats familiars. En el 31,9% dels habitatges hi vivien persones soles l'1,6% de les quals corresponia a persones de 65 anys o més que vivien soles. El nombre mitjà de persones vivint en cada habitatge era de 2,19 i el nombre mitjà de persones que vivien en cada família era de 2,79.
Per edats la població es repartia de la següent manera: un 14,3% tenia menys de 18 anys, un 12,2% entre 18 i 24, un 50,9% entre 25 i 44, un 20,8% de 45 a 60 i un 1,9% 65 anys o més.
L'edat mediana era de 31 anys. Per cada 100 dones de 18 o més anys hi havia 127,4 homes.
La renda mediana per habitatge era de 51.938 $ i la renda mediana per família de 66.136 $. Els homes tenien una renda mediana de 35.329 $ mentre que les dones 30.096 $. La renda per capita de la població era de 38.832 $. Entorn del 8,5% de les famílies i l'11,5% de la població estaven per davall del llindar de pobresa.